# Охлопков Микола Павлович
Охлопков Микола Павлович (рос. Охлопков Николай Павлович; нар. 15 травня 1900, Іркутськ — пом. 8 січня 1967, Москва) — російський актор. Народний артист СРСР (1948).

## З життєпису
Народився 15 травня 1900 р. в Іркутську. Помер 8 січня 1967 р. в Москві. Закінчив Державні театральні майстерні (1928). Працював у театрах ім. Є. Вахтангова та ім. В. Маяковського.
Поставив в Україні стрічки: «Митя» (1926, роль Миті), «Проданий апетит» (1927). Збереглися хронікальні кадри, де знято М. Охлопкова під час роботи над останньою стрічкою (див.: «Кінотиждень», 1927, № 38). Нагороджений орденом Леніна, двома орденами Трудового Червоного Прапора, Червоної Зірки.

## Фільмографія
- 1950 — Далеко від Москви / Далеко от Москвы — Василь Максимович Батманов